# 2015년 7월 죽음
다음은 2015년 7월에 사망한 저명한 인물 목록이다.
- 7월 4일 - 대한민국의 배우 한경선
- 7월 5일 - 일본계 미국인 물리학자 난부 요이치로
- 7월 6일 - 대한민국의 성우 이강식
- 7월 9일 - 대한민국의 팝 칼럼니스트 김광한
- 7월 10일 - 이집트의 배우 오마 샤리프
- 7월 11일 - 일본의 기업인 이와타 사토루
- 7월 17일 - 프랑스의 자동차 경주선수 쥘 비앙키
- 7월 22일 - 지부티의 외교관 겸 정치인 로블레 올라예
- 7월 23일
  - 미국의 교수 돈 오버도퍼
  - 일본의 작가 구보타 시게코
- 7월 31일
  - 대한민국의 경제학자 김수행
  - 캐나다의 프로레슬링선수 로디 파이퍼